# باشگاه فوتبال دینامو بیشکک
باشگاه فوتبال دینامو بیشکک یک باشگاه فوتبال قرقیزستانی مستقر در بیشکک، قرقیزستان است که در لیگ برتر قرقیزستان بازی می‌کرد. این باشگاه بازی‌های خانگی خود را در ورزشگاه دینامو انجام می‌دهد.